# Radiosource

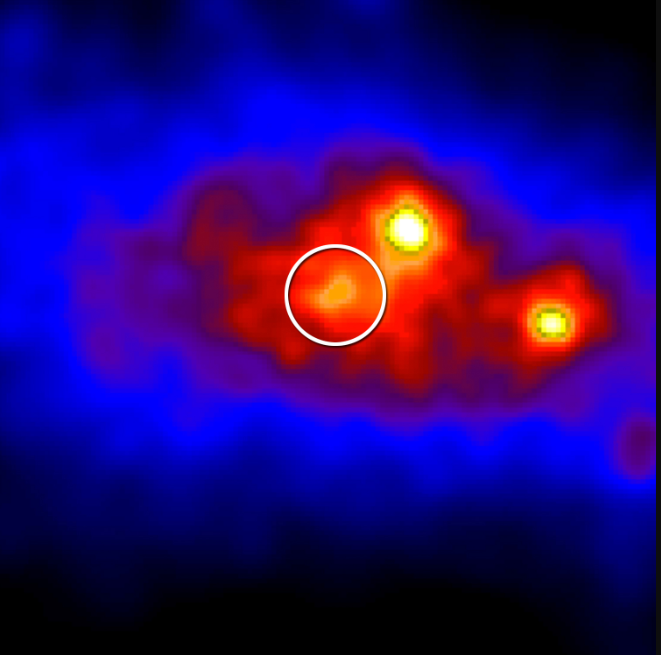
Observations des émissions en rayons gamma de Cygnus X-3. Les zones les plus jaunes sont des pulsars.

En astrophysique, une radiosource, ou source radio, est un objet céleste qui émet des ondes radio en continu et qui est perceptible au moyen d'un radiotélescope. Objets d'étude de la radioastronomie, les principales radiosources sont les quasars, les pulsars, les radiogalaxies, les rémanents de supernova et les centres galactiques.

## Observations
Les premières observations d'ondes radio dans l'espace ont été réalisées en 1931 par l'ingénieur américain Karl Jansky. Plus tard, Grote Reber, un autre ingénieur américain, reprend les expériences de Jansky et démontre que certaines radiations cosmiques détectées par celui-ci proviennent du centre de notre galaxie.
En 1942, des opérateurs de radars militaires britanniques observent des émissions radio énergétiques provenant du Soleil. Au cours de la même décennie, les astronomes découvrent plusieurs dizaines d'autres radiosources célestes. En 1955, Bernard F. Burke et Kenneth Franklin découvrent que Jupiter émet également des ondes radio.

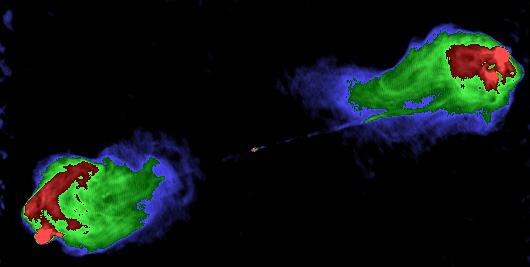
Image radio de Cygnus A à 5 GHz prise par le Very Large Array (VLA).

En 1946, on identifie la première radiogalaxie, Cygnus A.
Au cours des années 1950, on fait les premières observations radio de ce qui sera appelé plus tard des quasars.
En 1964, Arno Penzias et Robert Woodrow Wilson découvrent accidentellement le fond diffus cosmologique.
À partir du milieu du XXe siècle, des scientifiques demandent que certaines fréquences radio soient réservées au service de la radioastronomie afin que les observations ne soient pas perturbées par des émissions artificielles. L'Union internationale des télécommunications (ITU) a ensuite établi des bandes protégées, qui ne sont cependant pas toujours respectées.
| Bandes ITU                | Types d’observation           |
| ------------------------- | ----------------------------- |
| 13,36 MHz à 13,41 MHz     | Soleil, Jupiter               |
| 25,55 MHz à 25,67 MHz     | Soleil, Jupiter               |
| 37,5 MHz à 38,25 MHz      | Jupiter                       |
| 73 MHz à 74,6 MHz         | Soleil                        |
| 150,05 MHz à 153 MHz      | Continuum, pulsar, Soleil     |
| 322 MHz à 328,6 MHz       | Continuum, deutérium          |
| 406,1 MHz à 410 MHz       | Continuum                     |
| 608 MHz à 614 MHz         | VLBI                          |
| 1 330 MHz à 1 400 MHz     | Raie HI red-shiftée           |
| 1 400 MHz à 1 427 MHz     | Raie HI                       |
| 1 610,6 MHz à 1 613,8 MHz | Raies OH                      |
| 1 660 MHz à 1 670 MHz     | Raies OH                      |
| 1 718,8 MHz à 1 722,2 MHz | Raies OH                      |
| 2 655 MHz à 2 700 MHz     | Continuum, HII                |
| 3 100 MHz à 3 400 MHz     | Raies CH                      |
| 4 800 MHz à 5 000 MHz     | VLBI, HII, raies H2CO et HCOH |
| 6 650 MHz à 6 675,2 MHz   | CH3OH, VLBI                   |
| 10,60 GHz à 10,70 GHz     | Quasar, raies H2CO, Continuum |
| 14,47 GHz à 14,50 GHz     | Quasar, raies H2CO, Continuum |
| 15,35 GHz à 15,40 GHz     | Quasar, raies H2CO, Continuum |
| 22,01 GHz à 22,21 GHz     | Raie H2O red-shiftée          |
| 22,21 GHz à 22,5 GHz      | Raies H2O                     |
| 22,81 GHz à 22,86 GHz     | Raies NH3, HCOOCH3            |
| 23,07 GHz à 23,12 GHz     | Raies NH3                     |
| 23,6 GHz à 24,0 GHz       | Raie NH3, Continuum           |
| 31,3 GHz à 31,8 GHz       | Continuum                     |
| 36,43 GHz à 36,5 GHz      | Raies HC3N, OH                |
| 42,5 GHz à 43,5 GHz       | Raie SiO                      |
| 47,2 GHz à 50,2 GHz       | Raies CS, H2CO, CH3OH, OCS    |
| 76 GHz à 116 GHz          | Continuum, raies moléculaires |
| 123 GHz à 158,5 GHz       | Raies H2CO, DCN, H2CO, CS     |
| 164 GHz à 167 GHz         | Continuum                     |
| 168 GHz à 185 GHz         | H2O, O3, multiples raies      |
| 191,8 GHz à 231,5 GHz     | Raie CO a 230,5 GHz           |
| 241 GHz à 275 GHz         | Raies C2H, HCN, HCO+          |
| 275 GHz à 1 000 GHz       | Continuum, raies moléculaires |

## Caractéristiques physiques

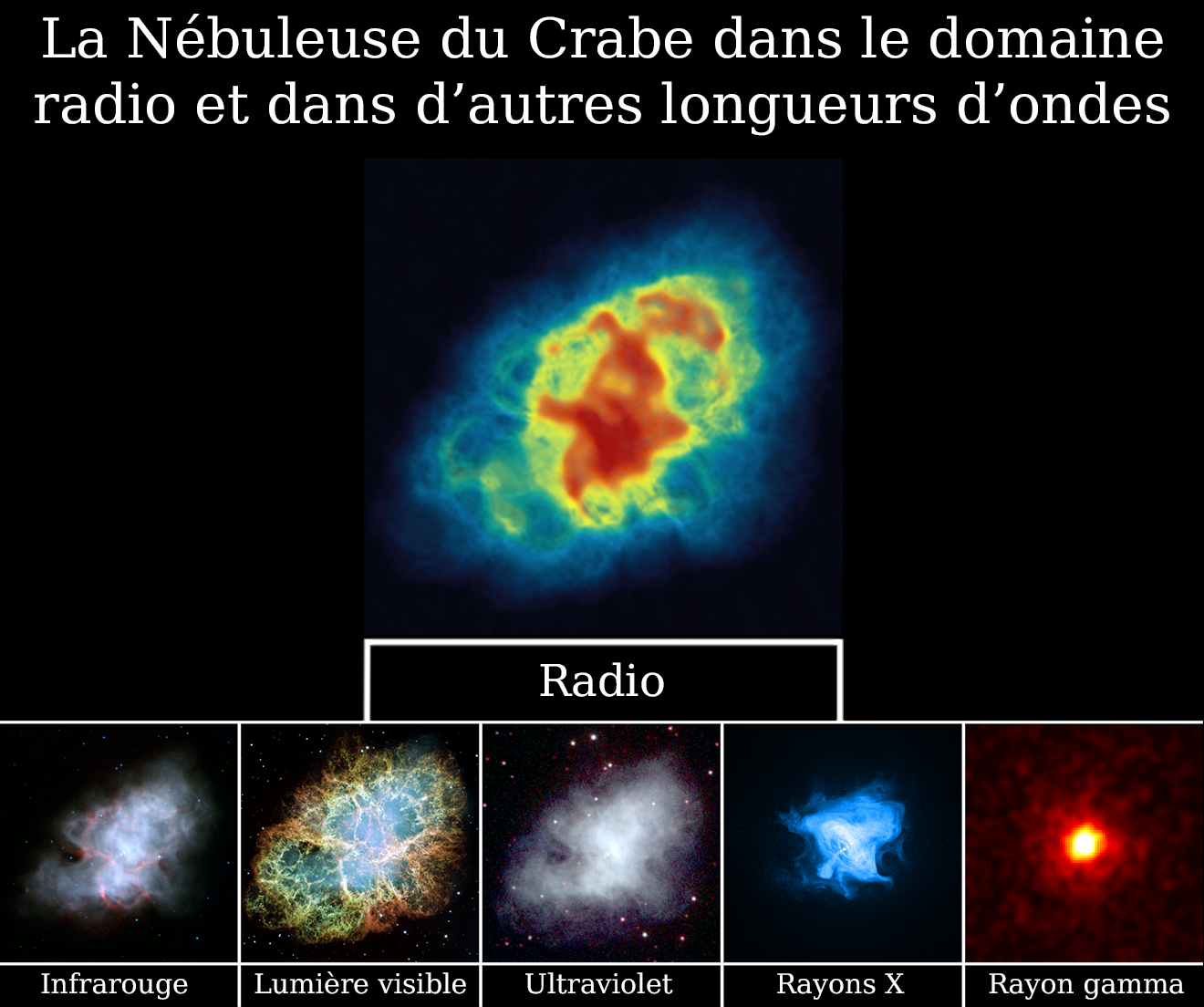
Observation de la nébuleuse du Crabe dans le domaine radio et dans d'autres longueurs d'onde.

Les radiosources émettent des radiations en continu résultant de deux principaux phénomènes : les rayonnements thermique et synchrotron. Les rayonnements thermiques sont produits par l'énergie électromagnétique de la chaleur. Cette radiation est composée de photons de différentes longueurs d'onde émis lorsqu'un électron change d'orbitale à l'intérieur d'un atome. Le deuxième phénomène est le rayonnement synchrotron, un processus non thermique produit par des électrons accélérés par un champ magnétique et se déplaçant à des vitesses proches de celle de la lumière,.
Les radiosources peuvent être discrètes, c'est-à-dire des sources radios avec une position précise dans l'espace, comme le Soleil, ou non-discrètes, avec une distribution continue dans toutes les directions de l'espace, comme par exemple le fond diffus cosmologique.

## Radiosources particulières

### Soleil

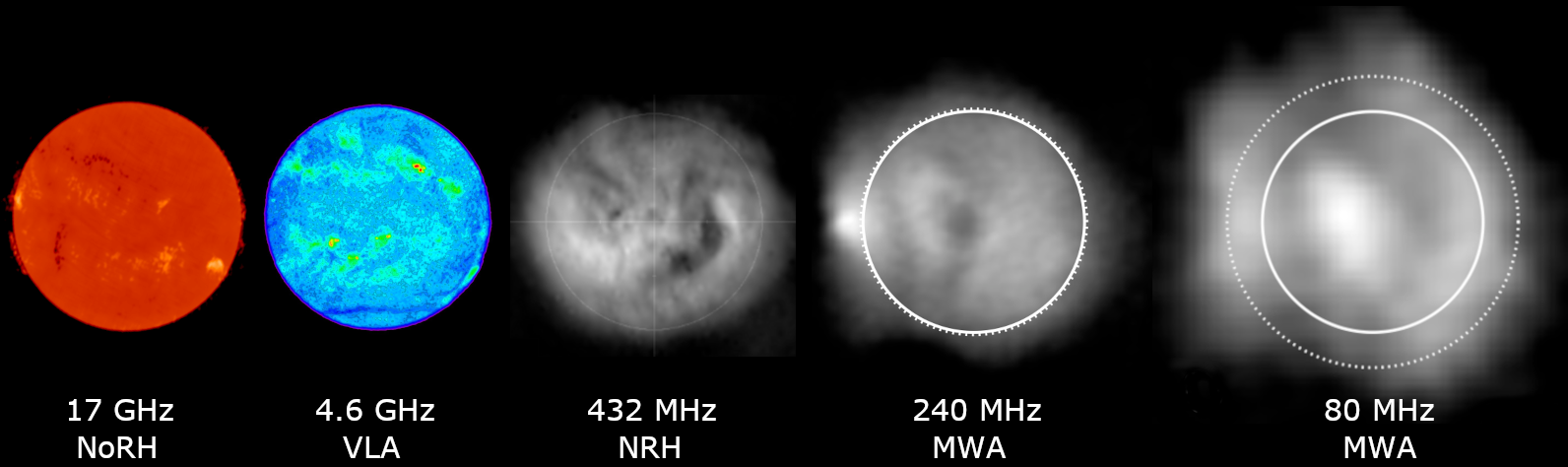
Le Soleil observé sous plusieurs fréquences radios, de 30 mégahertz (MHz) à 17 gigahertz (GHz).

La radiosource la plus puissance visible à partir de la Terre est le Soleil. Les ondes émises sont assez puissantes pour que la plupart des radioamateurs constatent que sur certaines fréquences, les signaux radios sont fortement parasités par sa présence au dessus de l'horizon[réf. souhaitée].
Dans le domaine radio, le Soleil émet surtout des longueurs d'onde situées entre 1 et 10 centimètres. Ces ondes proviennent de la perturbation du champ magnétique solaire.

### Jupiter

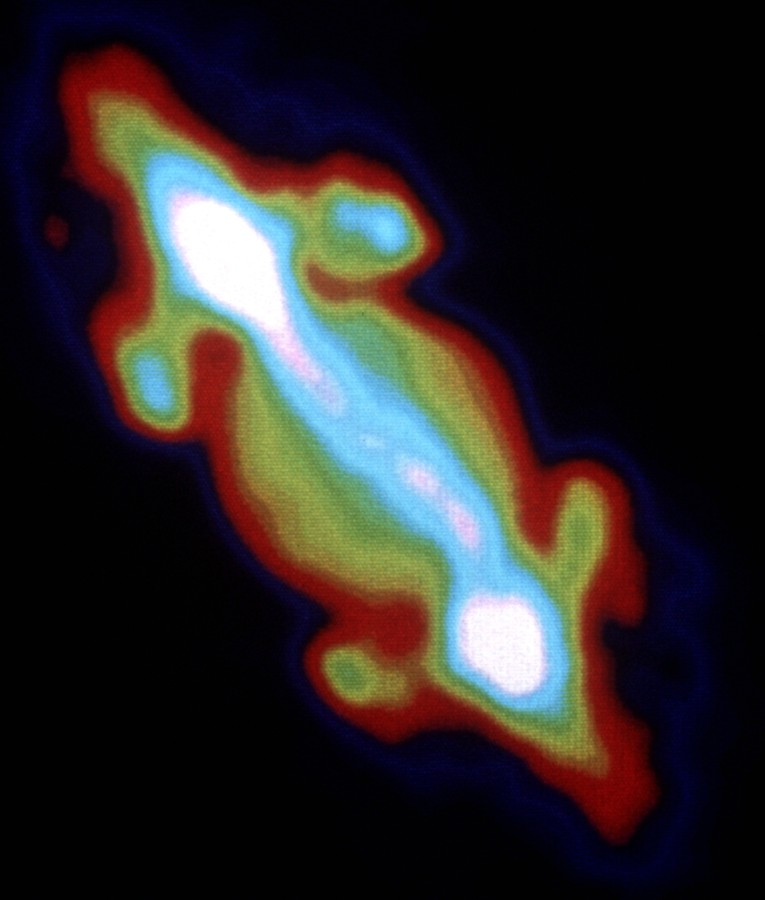
Image d'émissions radio de Jupiter prises par le radiotélescope Karl G. Jansky Very Large Array.

Jupiter est l'autre principale radiosource du Système solaire. On y observe notamment de puissantes « tempêtes » radio, dont les rayonnements se situent entre 18 MHz et 24 MHz,.

### Voie lactée

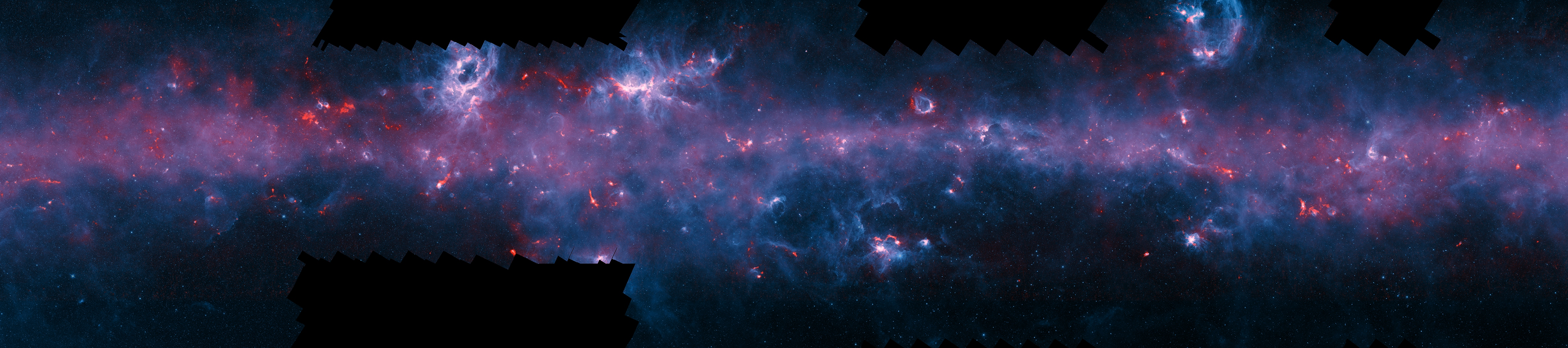
Image de la Voie lactée prise par le télescope APEX au Chili à une longueur d'onde de 0,87 millimètres (mm).

La Voie lactée est la deuxième radiosource la plus brillante vue à partir de la Terre. Elle émet des ondes radios dans des fréquences situées entre 408 MHz et 115 GHz.
La luminosité provient surtout de son centre, où se trouve notamment la radiosource Sagittarius A.

### Quasars

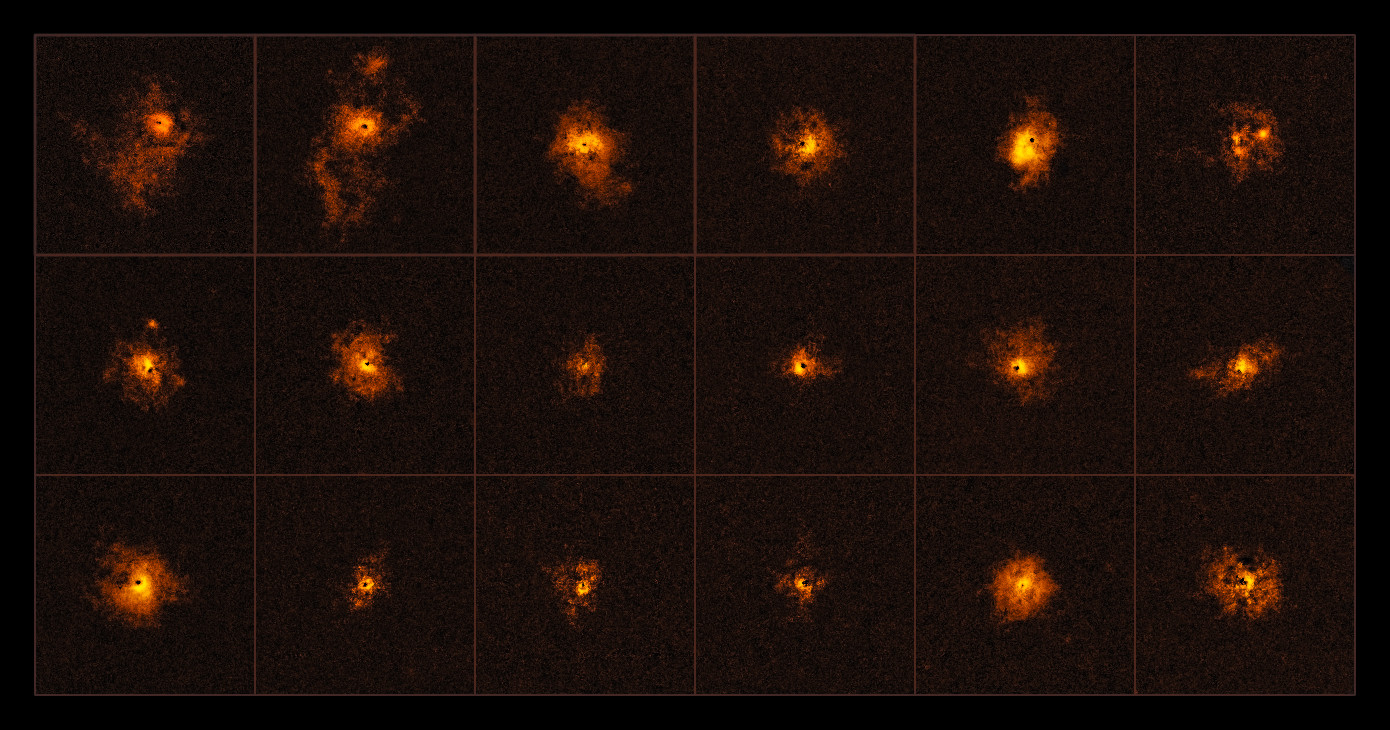
Images de quasars prises par le Très Grand Télescope.

Les quasars sont parmi les objets célestes les plus lointains et les plus lumineux connus,.

### Radiogalaxies
Les radiogalaxies sont des galaxies qui émettent de très grandes quantités d'énergie sous formes d'ondes radios, beaucoup plus que les autres galaxies.

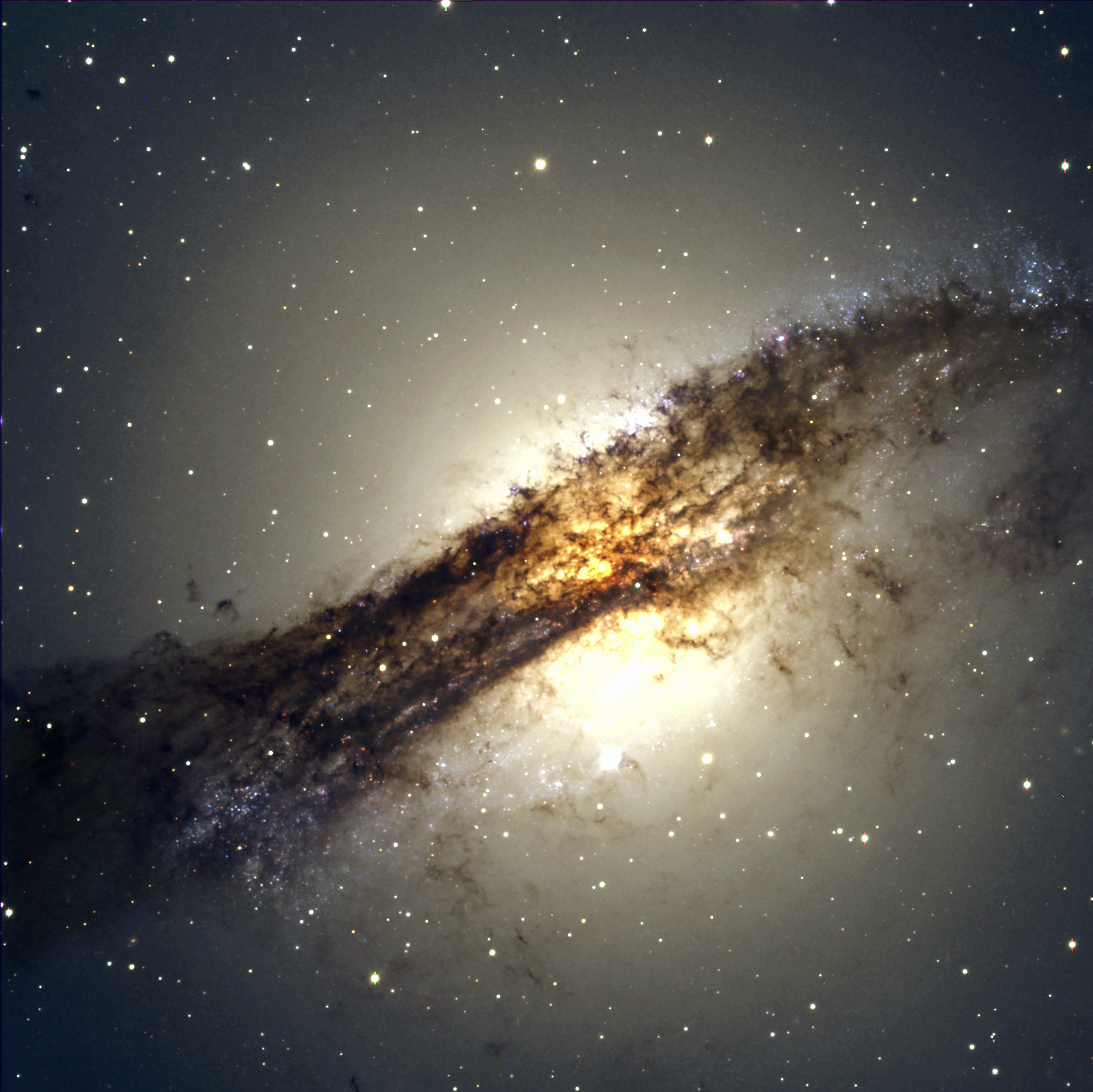
Image de Centaurus A (NGC 5128).

Parmi les radiogalaxies les plus connues, Centaurus A est la plus étudiée. Ces galaxies seraient, selon le Unified Model of active galactic nuclei, alimentées par un trou noir supermassif d'une masse entre 106 et 1010 masses solaires.
Certaines radiogalaxies géantes, s'étendant sur plusieurs mégaparsecs (Mpc), ont été observées. Parmi celles-ci, on compte Alcyonée, qui s'étend sur environ 5 Mpc et qui contiendrait un trou noir supermassif de 4 × 108 masses solaires ainsi que Porphyrion qui s'étend sur environ 7 Mpc.

### Fond diffus cosmologique

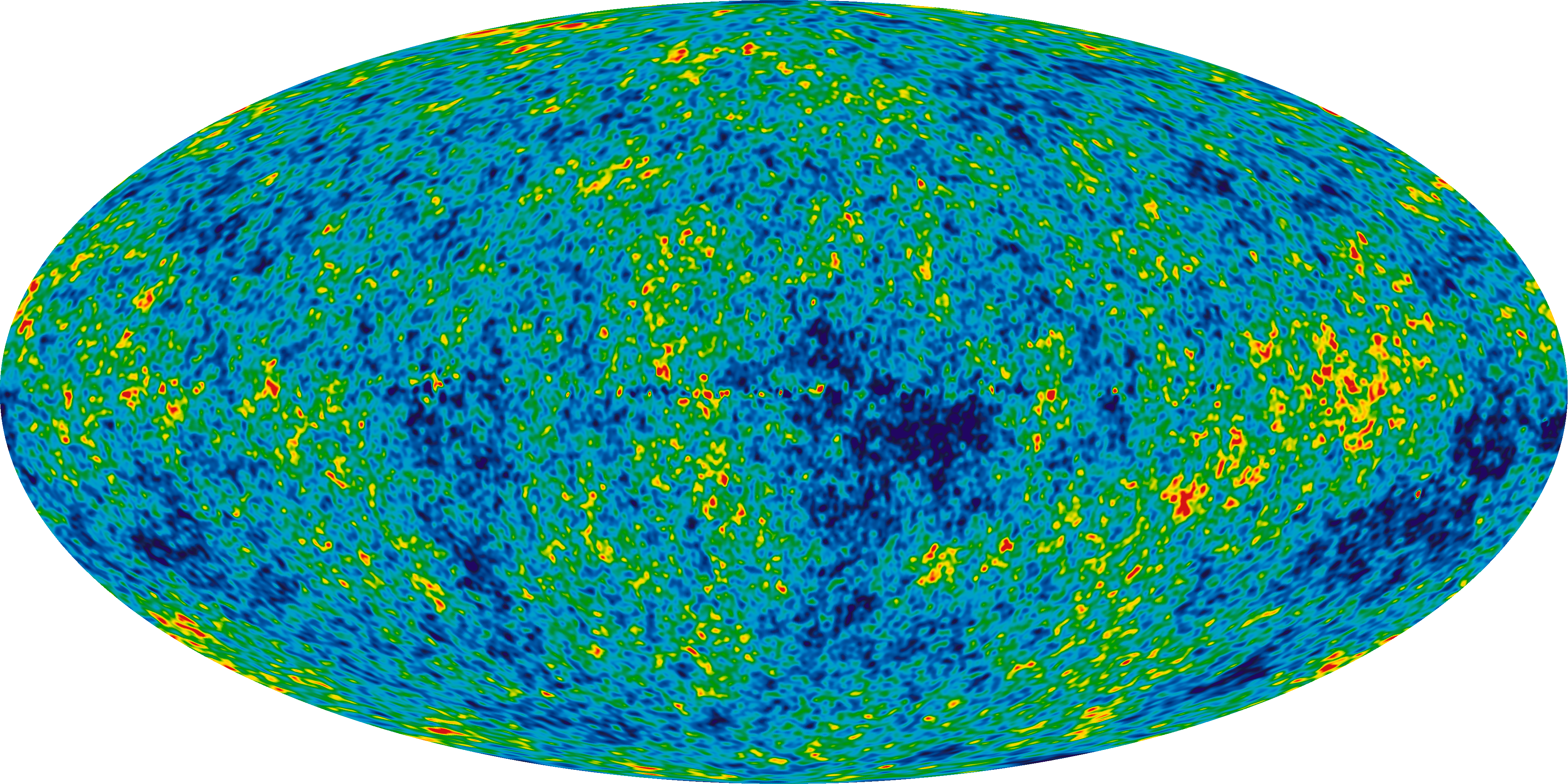
Image du fond diffus cosmologique par la Wilkinson Microwave Anisotropy Probe.

Le fond diffus cosmologique est un rayonnement électromagnétique datant de la fin de l'Univers primordial et présent dans tout l'Univers observable,. Plus vieille radiosource jamais observée, son rayonnement est désormais situé dans le domaine des micro-ondes en raison des effets de l'expansion de l'Univers.